# It's Showtime
It's Showtime était une promotion internationale de kick-boxing et d'arts martiaux mixtes fondée aux Pays-Bas. Il a été fondé en 1998 et a tenu son premier événement en 1999 et le dernier fin 2012.
Il a collaboré avec K-1. En juin 2012, It's Showtime a été acheté par Glory Sports International, puis fusionné avec leur nouvelle promotion Glory.

## Historique
Les événements de It's Showtime ont fait l'objet d'une promotion croisée avec K-1  et d'autres promotions européennes en provenance d'Italie, de Belgique et d'Angleterre. En décembre 2007, la première saison de It’s Showtime Reality Show a été diffusée sur Eurosport, avec 19 combattants du monde entier. Le partenariat avec K-1 s'est poursuivi jusqu'à ce que K-1 rencontre des problèmes financiers. Fondateur Simon Rutz a affirmé en janvier 2011 que certains combattants de It's Showtime n'avaient pas été payés pour des combats en K-1.
En mars 2012, It's Showtime a annoncé qu'EMCOM Entertainment établissait la nouvelle société K-1 Global Holdings Ltd. à Hong Kong. Initialement, l'accord de collaboration avec K-1 est maintenu dans les mêmes circonstances avec les nouveaux propriétaires de la marque, prétendant que les kickboxeurs de It's Showtime participent aux futurs événements K-1. Cependant, en juin 2012, il a été annoncé que It's Showtime a été acheté par Glory International Sports, pour finalement être fusionné dans leur nouvelle promotion GLORY.

## Liste des combattants
- Remy Bonjasky
- Hesdy Gerges
- Murthel Groenhart
- Nieky Holzken
- Melvin Manhoef
- Joerie Mes
- Alistair Overeem
- Valentijn Overeem
- Robin van Roosmalen
- Semmy Schilt
- Andy Souwer
- Rico Verhoeven
- Jason Wilnis
- Gilbert Yvel
- Gago Drago
- Harut Grigorian
- Marat Grigorian
- Sahak Parparyan
- Hassan El Hamzaoui
- Alexey Ignashov
- Dmitry Shakuta
- Cosmo Alexandre
- Alex Pereira
- Thiago Tavares
- Danyo Ilunga
- Chris Ngimbi
- Alviar Lima
- Errol Zimmerman
- Ondřej Hutník
- Javier Hernández
- Karim Bennoui
- Grégory Choplin
- Cheick Kongo
- Yohan Lidon
- Stefan Leko
- Giorgio Petrosyan
- Masahiro Yamamoto
- Faldir Chahbari
- Chahid Oulad El Hadj
- Badr Hari
- L'houcine Ouzgni
- Daniel Ghiță
- Artem Levin
- Nenad Pagonis
- Andy Ristie
- Rayen Simson
- Tyrone Spong
- Sergio Wielzen
- Björn Bregy
- Orono Wor Petchpun
- Pajonsuk SuperPro Samui
- Mourad Bouzidi
- Murat Direkçi
- Gökhan Saki
- Artur Kyshenko
- Andrew Tate